# Santa Cândida
Santa Cândida é um bairro da cidade brasileira de Curitiba, Paraná.

## História
A Colônia Santa Cândida foi instalada pelo governo provincial do Paraná no ano de 1875, fazendo parte dos planos governamentais para a formação de um cinturão verde ao redor de Curitiba. Em 1877 a capela de Santa Cândida foi inaugurada, sendo que em 1880 o Imperador Dom Pedro II visitou a colônia e fez uma refeição com os moradores locais.
Nessa época, a crise da mão-de-obra advinda com a abolição do tráfico de escravos provocou uma crise também na produção de gêneros de primeiras necessidades. O estabelecimento de colônias agrícolas habitadas por imigrantes europeus, cujo trabalho no país de origem estava ligado ao cultivo da terra, era uma das estratégias postas em prática para solucionar o quadro de crise. De 1870 em diante, várias colônias já eram apontadas nos mapas de Curitiba da época. Os primeiros imigrantes destinados à Colônia Santa Cândida, vindos de Antuérpia (Bélgica) e oriundos da região da Silésia  e foram assentados nas terras localizadas próximo à Estrada da Graciosa, adquiridas de José de Barros Fonseca.
O presidente da Província do Paraná, Adolfo Lamenha Lins, acreditava que o estabelecimento dos imigrantes em localidades próximas às estradas carroçáveis já existentes, como a Graciosa, garantiria o êxito do núcleo colonial agrícola, uma vez que este estaria ligado, através de uma estrada secundária (a ser construída pelos próprios colonos com os subsídios do governo), a uma estrada principal que possibilitaria a circulação de mercadorias (lenha e produtos da lavoura) para o abastecimento da cidade.
Em relatório apresentado em 1876, Lamenha Lins afirmou ter mandado construir uma casa de madeira em cada lote, medindo aproximadamente 108.900 m² cada um. Tal possibilidade, de cada família imigrante tornar-se proprietária de um pedaço de terra e comercializar os produtos da sua lavoura, atraiu a vinda de demais famílias, às vezes incentivadas, através de cartas, pelos próprios colonos já estabelecidos.

### Década de 2010
Com a Operação Lava Jato o bairro teve destaque na imprensa nacional por abrigar a sede da Superintendência da Polícia Federal no Paraná, onde estão alguns presos na primeira instância da Operação. 

## Igreja Matriz de Santa Cândida
Um dos pontos de referência do bairro, a Igreja Matriz de Santa Cândida foi inaugurada em 1936 (sob a administração do padre João Wislinski) no mesmo local onde existiu uma pequena capela construída em junho de 1876.
Logo acima do altar principal da paróquia, localizasse uma relíquia histórica, que é a imagem da Santa Cândida. A imagem da santa foi um presente de Dom Pedro II, que mandou comprar em Portugal e foi entregue meses antes da construção da capela.

## Denominação
O nome do bairro foi uma homenagem de Lamenha Lins a sua segunda esposa, Cândida de Oliveira, quando implantou a "Colonia Cândida".